# (36270) 1999 XS248
1999 XS248 (asteroide 36270) é um asteroide troiano de Júpiter. Possui uma excentricidade de 0.06748250 e uma inclinação de 8.91104º.
Este asteroide foi descoberto no dia 6 de dezembro de 1999 por LINEAR em Socorro.